# Panther (film)
(Le Pantere Nere)
Panther è un film del 1995 diretto da Mario Van Peebles, scritto dal padre Melvin Van Peebles, riguardante la storia delle Pantere Nere.

## Trama
Il film narra la storia del movimento rivoluzionario afroamericano delle Pantere Nere, dal 1966 al 1968. Dall'incontro tra Huey P. Newton e Bobby Seale alla scorta operata nei confronti di Betty Shabazz (la vedova di Malcolm X), fino ai tentativi da parte della CIA e dell'FBI di smembrare il movimento, portando la droga nei ghetti afroamericani.

## Distribuzione
In Italia non è stato mai distribuito nelle sale cinematografiche. Il Centro Sociale Leoncavallo lo ha sottotitolato in italiano e distribuito nel circuito alternativo.

## Riconoscimenti
- 1995 - Festival di Locarno
  - Premio giuria ecumenica, Pardo d'argento

## Slogan promozionali
- «The People Called Them Heroes. The F.B.I. Called Them Public Enemy Number One»
«Le persone li chiamavano eroi. L'F.B.I. li chiamava Nemico Pubblico Numero Uno».